# Belgische Badmintonmeisterschaft 2017
Die Belgische Badmintonmeisterschaft 2017 fand vom 4. bis zum 5. Februar 2017 in der Hall des Tanneries in Neufchâteau statt.

## Medaillengewinner
| Disziplin    | Gold                           | Silber                              | Bronze                                |
| ------------ | ------------------------------ | ----------------------------------- | ------------------------------------- |
| Herreneinzel | Yuhan Tan                      | Maxime Moreels                      | Julien Carraggi                       |
| Herreneinzel | Yuhan Tan                      | Maxime Moreels                      | Stijn de Langhe                       |
| Dameneinzel  | Lianne Tan                     | Flore Vandenhoucke                  | Joke de Langhe                        |
| Dameneinzel  | Lianne Tan                     | Flore Vandenhoucke                  | Clara Lassaux                         |
| Herrendoppel | Matijs Dierickx Freek Golinski | Julien Carraggi Jona van Nieuwkerke | Guillaume Bonnet Alexandre Lallemand  |
| Herrendoppel | Matijs Dierickx Freek Golinski | Julien Carraggi Jona van Nieuwkerke | Jordy van der Sypt Tim van Herbruggen |
| Damendoppel  | Lise Jaques Flore Vandenhoucke | Joke de Langhe Debbie Janssens      | Steffi Annys Elke Biesbrouck          |
| Damendoppel  | Lise Jaques Flore Vandenhoucke | Joke de Langhe Debbie Janssens      | Anna Bogemans Marthe Tack             |
| Mixed        | Elias Bracke Lise Jaques       | Freek Golinski Debbie Janssens      | Stijn Lenaerts Tina van Buyten        |
| Mixed        | Elias Bracke Lise Jaques       | Freek Golinski Debbie Janssens      | Matijs Dierickx Steffi Annys          |